# 巴什基爾蘇維埃社會主義自治共和國
巴什基爾蘇維埃社會主義自治共和國（羅馬化：Bashqort Avtonomiyalı Sovet Sotsialistik Respublikahı）是蘇聯的一個自治共和國。現在是俄羅斯的巴什科爾托斯坦共和國。面積143,600平方公里。1992年蘇聯解體後，巴什基爾曾一度宣布獨立，後同意留在俄羅斯聯邦內。